# Führungsstab der Marine
Der Führungsstab der Marine (Fü M) war von 1955 bis 2012 eine Abteilung im Bundesministerium der Verteidigung und einer der fünf militärischen Führungsstäbe der Bundeswehr. Der Führungsstab der Marine bildete zugleich die oberste truppendienstliche Führung der Marine.

## Geschichte
Als Vorläufer des Bundesministeriums der Verteidigung wurde am 17. September 1950 in Bonn die Dienststelle des Bevollmächtigten des Bundeskanzlers für die mit der Vermehrung der alliierten Truppen zusammenhängenden Fragen, das so genannte Amt Blank, aufgestellt. In dieser Dienststelle gab es ab 1951 ein Marineelement, das von dem früheren Fregattenkapitän Karl-Adolf Zenker geleitet wurde. 1952 trat außerdem der ehemalige Kapitän zur See Heinrich Gerlach in den Dienst des Amts Blank. Der militärische Anteil des Amts Blank wuchs im Laufe der Zeit weiter auf. 1954 wurde eine Abteilung II/Pl Militärische Planung mit einer Gruppe Marine II/Pl/M gebildet, in der eine Anzahl von ehemaligen Marineoffizieren dienten, die später wichtige Funktionen in der Bundesmarine übernommen haben. Darunter waren die späteren Inspekteure Zenker und Jeschonnek und die späteren Admirale Collmann, Gerlach, Kähler, Rösing und Thomsen.
Am 7. Juni 1955 wurde das Amt Blank in das Bundesministerium für Verteidigung umgewandelt. Zugleich wurde aus der Gruppe Marine die Unterabteilung II/7. Diese Unterabteilung wurde in den nächsten Monaten weiter vergrößert und am 14. November 1955 in Abteilung VII umbenannt. Die Abteilung VII als direkte Vorgängerorganisation des Fü M hatte vier Unterabteilungen und wurde vom Inspekteur der Marine geführt. Am 1. Juni 1957 erfolgte die Umwandlung in den Führungsstab der Marine unter Beibehalt der vier Unterabteilungen.
In den folgenden Jahren veränderte sich die Anzahl der Unterabteilungen und die Größe des Führungsstabes mehrfach. Anfang 1971 wurde eine für alle Führungsstäbe der Teilstreitkräfte einheitliche Gliederung eingeführt. Sie umfasste sieben Unterabteilungen, die nunmehr als Stabsabteilungen bezeichnet wurden. Diese Organisation hatte Bestand bis am 1. Oktober 1992 die jetzige Gliederung eingenommen wurde.
Im Zuge der Neuausrichtung der Bundeswehr wurden der Führungsstab der Marine, das Flottenkommando und das Marineamt am 1. Oktober 2012 zum Marinekommando mit Sitz in Rostock zusammengeführt. Seit dem 1. April 2012 übte der Führungsstab der Marine keine ministeriellen Aufgaben mehr aus und wurde zum Stab Inspekteur Marine umgewandelt. Dieser Stab mit Sitz in den bisherigen Diensträumen des Führungsstabes unterstützte den Inspekteur in der Übergangszeit bis zur Einnahme der neuen Struktur. Er wurde am 30. September 2012 aufgelöst.

## Leitung
Als Abteilungsleiter im BMVg stand der Inspekteur der Marine im Dienstgrad eines Vizeadmirals an der Spitze des Führungsstabs. Er unterstand in truppendienstlichen Angelegenheiten direkt der Leitung des Ministeriums, in Fragen der Entwicklung und Realisierung der Gesamtkonzeption der Bundeswehr dem Generalinspekteur der Bundeswehr. Der Inspekteur wurde durch den Chef des Stabes Fü M (Stellvertreter Inspekteur der Marine und Chef des Stabes Führungsstab der Marine) im Dienstgrad eines Konteradmirals vertreten.

## Aufgaben
Der Führungsstab war die oberste truppendienstliche Führung der Teilstreitkraft Marine. Der Stab sicherte die Einsatzbereitschaft der Marine in materieller und personeller Hinsicht. Dem Stab waren unmittelbar die zwei Höheren Kommandobehörden der Marine, das Flottenkommando und das Marineamt, truppendienstlich unterstellt. Außerdem unterstützt der Stab den Inspekteur der Marine, den Generalinspekteur und den Bundesminister der Verteidigung bei ihren ministerieller Aufgaben. Mit Ausnahme der ministeriellen Aufgaben wird das beschriebene Aufgabenfeld seit 1. April 2012 vom Stab Inspekteur Marine wahrgenommen.

## Gliederung

### Gliederung der Gruppe Marine im Amt Blank 1954
Die Gruppe Marine (II/PI/M) in der Abteilung II/PI „Militärische Planung“ im Amt Blank, als Vorläuferorganisation des späteren Führungsstabs der Marine, hatte unter der Leitung von Fregattenkapitän a. D. Karl-Adolf Zenker im November 1954 folgende Gliederung:
- Personalwesen der Marine (II/PI/M/G 1): Leitung Kapitän zur See a. D. Wolfgang Kähler
  - Innerer Dienst, Grundsatzfragen der personellen Organisation: Fregattenkapitän a. D. Wilhelm Verlohr
  - Personelle Ergänzung und Planung: Kapitänleutnant a. D. Herwig Collmann
  - Ansprüche an Geld und Natur, Intendanzwesen: Korvettenkapitän (V) a. D. Herbert Sucrow
- Organisation und Ausbildung (II/PI/M/G 3): Leitung Korvettenkapitän a. D. Gert Jeschonnek
  - Marinestreitkräfte, Landeinheiten, Spitzengliederung: Korvettenkapitän a. D. Gert Jeschonnek
  - STAN: Korvettenkapitän a. D. Peter Reischauer
  - Ausbildung: Kapitänleutnant a. D. Ehrenfried von Hassel
- Versorgung (II/PI/M/G 4): Leitung Fregattenkapitän a. D. Werner Röver
  - Planung, Organisation: Fregattenkapitän a. D. Werner Röver
  - Versorgungsbedarf, Material: Kapitänleutnant a. D. Ferdinand Wolf von Stülpnagel
- Marinefliegerverbände (II/PI/M/Flieg): Leitung Oberst i. G. a. D. Walter Gaul
  - Planung und Ausrüstung der fliegenden Verbände: Oberst i. G. a. D. Walter Gaul
  - Ausrüstung Bodenorganisation, Ausbildung, Versorgung: Kapitänleutnant a. D. Rolf Thomsen
  - Organisation: Oberst i. G. a. D. Walter Gaul
- Schiffe und Waffen (II/PI/M/Schiffe-Waffen): Leitung Kapitän zur See a. D. Hans-Rudolf Rösing
  - Schiffbauplanung, Seestreitkräfte, Hilfsschiffe: Marineoberbaurat a. D., Regierungsrat, Dipl.-Ing. Wolf-Dietrich Freiberg
  - Schiffsgebundene Waffen: Kapitän zur See a. D. Kurt Meusemann
- Fernmeldewesen (II/PI/M/F): Leitung Fregattenkapitän a. D. Gerd Stöve
- Infrastruktur (II/PI/M/Infra): Leitung Fregattenkapitän a. D. Werner Röver (mit der Wahrnehmung der Geschäfte beauftragt)
  - Allgemeine Marineinfrastruktur: Oberst a. D. Wilhelm von Roeder
  - Stützpunkte, Arsenale, Depots: Marineoberbaurat a. D. Eberhard Luetjohann

### Von November 1955 bis Januar 1958
Mit der Gründung des Fü M im November 1955 war die Gliederung bis Januar 1958 in vier Unterabteilungen mit jeweiligen Referaten vorhanden:
- Unterabteilung A Führung und Verbandsausbildung mit sechs Referaten: Leiter von Dezember 1955 bis März 1957 war Kapitän zur See Karl-Adolf Zenker und anschließend Kapitän zur See Karl E. Smidt
  - Referat A 1 „Führung“
  - Referat A 2 „Dokumente“
  - Referat A 3 „Innere Führung“
  - Referat A 4 „Marineflieger“
  - Referat A 5 „Fernmelde- und Ortungsdienst“
  - Referat A 6 „Nautik“
- Unterabteilung B Organisation mit fünf Referaten: Leiter von Dezember 1955 bis Juni 1957 war Flottillenadmiral Heinrich Gerlach und anschließend Kapitän zur See/Flottillenadmiral Ernst-Ludwig Thienemann
  - Referat B 1 „Organisation, STAN“
  - Referat B 2 „Personelle Planung“
  - Referat B 3 „Einzelausbildung“
  - Referat B 4 „Infrastruktur“
  - Referat B 5 „Haushaltsbeiträge“
- Unterabteilung C Logistik mit vier Referaten: Leiter von März 1956 bis Mai 1957 war Kapitän zur See Werner Röver und anschließend Fregattenkapitän/Kapitän zur See Bernhardt Biederbick
  - Referat C 1 „Versorgungsführung“
  - Referat C 2 „Versorgungsorganisation“
  - Referat C 3 „Materialplanung“
  - Referat C 4 „Materialübernahme“
- Unterabteilung D Schiffe mit vier Referaten: Leiter von März 1956 bis Oktober 1957 war Kapitän zur See Hans-Rudolf Rösing und anschließend Kapitän zur See Alfred Eichler
  - Referat D 1 „Schiffe“
  - Referat D 2 „Maschinen“
  - Referat D 3 „Artillerie- und Überwasserwaffen“
  - Referat D 4 „Torpedo-, Raketen- und Ujagdwaffen, Minen und Minenabwehr“

### Von Februar 1958 bis Frühjahr 1965
Mit dem 1. Februar 1958 trat, im Zuge eines neuen Organisationsplans des Bundesministeriums für Verteidigung, für den Fü M eine neue Gliederung mit nun vier Unterabteilungen mit jeweiligen Referaten in Kraft, welche bis ins Frühjahr 1965 mit geringen Abweichungen bestand:
- Unterabteilung I Personal und Innere Führung mit vier Referaten: Leiter von Februar 1958 bis Februar 1961 war Kapitän zur See Kurt Freiwald, von April 1961 bis Mai 1962 Kapitän zur See Walter Flachsenberg, dann bis September 1963 Kapitän zur See Gerhard Euling und anschließend Kapitän zur See Rolf Boehe
  - Referat I,1 „Personelle Grundsatzanforderungen“
  - Referat I,2 „Personalplanung“
  - Referat I,3 „Innere Führung, Öffentlichkeitsarbeit“
  - Referat I,4 „Truppendienstliche Personalangelegenheiten“
- Unterabteilung II Führung mit sechs, später fünf Referaten: Leiter von Februar 1958 bis März 1961 war Kapitän zur See/Flottillenadmiral Karl E. Smidt (ehemaliger Leiter der Unterabteilung A), von April 1961 bis Dezember 1962 Flottillenadmiral Edward Wegener, von Januar 1963 bis März 1963 Karl Hetz  (anschließend Stellvertretender Inspekteur der Marine und Chef des Stabes), anschließend Kapitän zur See/Flottillenadmiral/Konteradmiral Gert Jeschonnek
  - Referat II,1 „Führung, Dislozierung, Alarmplanung“
  - Referat II,2 „Fremde Marinen, militärische Sicherheit“
  - Referat II,3 „Verbandausbildung“
  - Referat II,4 „Fernmeldewesen“
  - Referat II,5 bis März 1959 „Militärische Forderungen an Schiffstypen und Material“, ab April 1959 „Nautik“
  - Referat II,6 „Marineflieger“ (vorübergehend Dezernent im VP-Marineamt bzw. in der Zentralen Marinedienststelle (ZMD))
- Unterabteilung III Organisation mit sechs, später sieben Referaten: Leiter von Februar 1958 bis September 1960 war Flottillenadmiral Ernst-Ludwig Thienemann, von Oktober 1960 bis Mai 1961 Kapitän zur See/Flottillenadmiral Alfred Schumann (anschließend Stellvertretender Inspekteur der Marine und Chef des Stabes), von Juni 1961 bis September 1964 Kapitän zur See Heinrich Schuch, anschließend Kapitän zur See/Flottillenadmiral Heinz Kühnle
  - Referat III,1 „Organisationsplanung, Mobilmachung“
  - Referat III,2 „Allgemeine Grund- und Fachausbildung“
  - Referat III,3 „Haushaltsbeiträge, Durchführung des Haushalts“
  - Referat III,4 „Militärische Infrastruktur“
  - Referat III,5 „Handelsschifffahrt“, aus dem Marineverbindungsstelle zum Bundesministerium für Verkehr gebildet
  - Referat III,6 „Personelle und materielle Ausstattung“
  - Referat III,7 „Dienstvorschriften“ (ab 1. April 1959)
- Unterabteilung IV Logistik mit vier Referaten: Leiter von Februar 1958 bis August 1959 war Kapitän zur See Bernhardt Biederbick, von August 1959 bis September 1963 Kapitän zur See Hellmuth Strobel, anschließend Kapitän zur See Hans-Klaus Fingerle
  - Referat IV,1 „Versorgungsführung“
  - Referat IV,2 „Versorgungsorganisation“
  - Referat IV,3 „Materialplanung“
  - Referat IV,4 „Materialbedarfsdeckung“

Da eine fünfte Unterabteilung nicht gebildet werden konnte, wurde der ehemalige Leiter der aufgelösten Unterabteilung D, Eichler, Referent II, 5 und wurde später zusätzlich noch Leiter des ZMD, dem ehemaligen VP-Marineamtes, welche aber nicht dem Bundesministerium der Verteidigung zugeteilt war. In das neu geschaffene VP-Marineamt waren die ehemaligen Referenten der aufgelösten Unterabteilung D überführt worden. Am 1. April 1959 wurde das ZMD aufgelöst und die Unterabteilung V Schiffe und Waffen gebildet.
- Unterabteilung V Schiffe und Waffen mit acht Referaten: Leiter von April 1959 bis Dezember 1961 war Kapitän zur See Alfred Eichler, anschließend Kapitän zur See Hans Meckel
  - Referat V,1 „Schiffskörper und seemännische Einrichtungen bzw. Grundsatzfragen und Materialgrundsatzangelegenheiten“
  - Referat V,2 „Schiffsantrieb, E-Anlagen, Schiffssicherung bzw. Zerstörer, Fregatten, Amphibische Gruppe“
  - Referat V,3 „Artillerie und Flugkörper (Überwasserwaffen) bzw. Schnellboote, Uboote, Hilfsschiffe“
  - Referat V,4 „Minen, Minenabwehr, Hafensperren bzw. Boote der Minenschiffe, Hilfsschiffe und sonstige Schiffe“
  - Referat V,5 „Torpedo- und UAbwehrwaffen bzw. Marineflugzeuge, fliegendes Gerät und Waffen“
  - Referat V,6 „Fernmelde- und fliegerisches Gerät bzw. Schiffstechnik“
  - Referat V,7 „Artillerie und Flugkörper“
  - Referat V,8 „Führungs- und Leitsysteme“

Das Referat II, 6 „Marineflieger“ in der Unterabteilung II Führung wurde im September 1963 aufgelöst.

### Vom Frühjahr 1965 bis Herbst 1969
- Unterabteilung I Personal, Innere Führung, Ausbildung mit vier Referaten: Leiter vom Frühjahr 1965 bis September 1965 war Kapitän zur See Rolf Boehe, von Oktober 1966 bis September 1969 Kapitän zur See Otto Dingeldein
  - Referat I,1 „Personelle Grundsatzanforderungen“
  - Referat I,2 „Personalbedarf und Forderungen an die Bedarfsdeckung“
  - Referat I,3 „Innere Führung, Truppendienstliche Angelegenheiten, Öffentlichkeitsarbeit“
  - Referat I,4 „Militärische Einzel-, Fach- und Sonderausbildung“
- Unterabteilung II Führung mit fünf Referaten: Leiter vom Frühjahr 1965 bis Juni 1965 war Konteradmiral Gert Jeschonnek, von Juli 1965 bis September 1966 Kapitän zur See/Flottillenadmiral Erich Topp (anschließend Stellvertretender Inspekteur der Marine und Chef des Stabes), von Oktober 1966 bis Oktober 1968 Kapitän zur See/Flottillenadmiral Friedrich Guggenberger, von Oktober 1968 bis Herbst 1969 Flottillenadmiral Wilhelm Meentzen
  - Referat II,1 „Führungsgrundsätze, militärische Planung, NATO-Zusammenarbeit“
  - Referat II,2 „Militärisches Nachrichtenwesen“
  - Referat II,3 „Seetaktik, Verbandsübungen, Flottendienst, Alarmmaßnahmen“, später „Grundsätze der Einsatzplanung der Seestreitkräfte, Nautik, Alarmwesen, ABC-Kampfführung“
  - Referat II,4 „Fernmelde- und Ortungswesen, elektronische Kampfführung“
  - Referat II,5 „Planung und Bereitstellung des deutschen Anteils für die Multilateral Force (MLF)“, ab 1967 „Grundsätze der Einsatzführung und Flugsicherheit der Seeluftstreitkräfte, Such- und Rettungsdienst (SAR)“
- Unterabteilung III Langfristige Planung und Organisation mit sieben Referaten: Leiter vom Frühjahr 1965 bis September 1969 war Flottillenadmiral Heinz Kühnle
  - Referat III,1 „Langfristige Planung der Marine“
  - Referat III,2 „Organisation der Marine“
  - Referat III,3 „Truppengliederung, STAN, Stationierung, Dienstvorschriften“
  - Referat III,4 „Aufstellungen, Indienststellungen, Mobilmachung“
  - Referat III,5 „Handelsschifffahrt, Marineschiffahrtsleitung“
  - Referat III,6 „Infrastruktur der Marine“
  - Referat III,7 „Haushaltsbeiträge und Beiträge zur Kostenplanung der Marine, Durchführung des Haushalts“
- Unterabteilung IV Logistik mit vier Referaten: Leiter vom Frühjahr 1965 bis September 1965 war Kapitän zur See Hans-Klaus Fingerle, von Oktober 1965 bis Herbst 1969 Kapitän zur See Karl-Heinz Göpffarth
  - Referat IV,1 „Logistische Führung“
  - Referat IV,2 „Logistische Struktur“
  - Referat IV,3 „Materiallenkung und Materialerhaltung“
  - Referat IV,4 „Materialbedarfsermittlung und Materialbedarfsdeckung“
- Unterabteilung V Schiffe, Marineflugzeuge und Waffen, ab 1. März 1969 Schiffe und Waffensysteme der Marine mit sieben Referaten: Leiter vom Frühjahr 1965 bis März 1968 war Kapitän zur See Hans Meckel, von April 1968 bis Herbst 1969 Kapitän zur See/Flottillenadmiral Karl-Heinz Fuchs
  - Referat V,1 „Grundsatzangelegenheiten der Marine auf dem Gebiet der Rüstung“
  - Referat V,2 „Schiffe der Zerstörer-Flottille“
  - Referat V,3 „Schnellboote, Uboote, Hilfsschiffe bzw. Boote der Schnellboot-Flottille“
  - Referat V,4 „Boote der Minenstreitkräfte, Hilfsschiffe und sonstige Schiffe“
  - Referat V,5 „Marineflugzeuge, fliegendes Gerät und Waffen“
  - Referat V,6 „Schiffstechnik bzw. Boote der UFlottille und Meßboote“
  - Referat V,7 „Schiffswaffensysteme bzw. Führungs- und Leitsysteme“

### Vom Herbst 1969 bis Jahreswechsel 1970/71
Im September 1969 wurde eine erneute Organisationsänderung durchgeführt. Es blieb zwar bei fünf Unterabteilungen, aber u. a. die Planungs- und Haushaltsreferate wurden aus der Unterabteilung III ausgegliedert und bildeten die neue Unterabteilung I Planung. Die ursprünglichen Aufgaben der ehemaligen Unterabteilung I Personal, Innere Führung, Ausbildung ging auf die Unterabteilung III über.
- Unterabteilung I Planung mit fünf Referaten: Leiter vom Herbst 1969 bis Jahreswechsel 1970/71 war Kapitän zur See/Flottillenadmiral Carlheinz Vorsteher
  - Referat I,1 „Konzeption der Marine, Taktische Forderungen“
  - Referat I,2 „Konzeption der Seeluftstreitkräfte, Taktische Forderungen der Marine an fliegende Waffensysteme“
  - Referat I,3 „Langfristige Planung, Planungsvorschläge, Planungssystematik, Planungshilfen“  (ehemals Referat III,1)
  - Referat I,4 „Mittelfristige Planung, Programmvorschläge“
  - Referat I,5 „Bewirtschaftung der Haushaltsmittel im Bereich der Marine, Beiträge zum Streitkräfteplan zum 5-Jahresprogramm der Bundeswehr, zu den Unterlagen für die mehrjährige Finanzierung und zum Haushaltsvorschlag“
- Unterabteilung II Einsatzführung mit sechs Referaten: Leiter vom Herbst 1969 bis Jahreswechsel 1970/71 war Flottillenadmiral Wilhelm Meentzen
  - Referat II,1 „Grundsätze der Einsatzführung der Seestreitkräfte, Nautik, Alarmsystem, ABC-Kampfführung“
  - Referat II,2 „Grundsätze der Einsatzführung und Flugsicherheit der Seeluftstreitkräfte, Such- und Rettungsdienst (SAR)“
  - Referat II,3 „Militärisches Nachrichtenwesen“
  - Referat II,4 „Fernmelde- und Ortungswesen, Grundlagen und Grundsätze der elektronischen Kampfführung“
  - Referat II,5 „Alarm- und Mobilmachungsvorbereitung, Marineschiffahrtsleitung, Einsatzbereitschaft Marine“
  - Referat II,6 „Handelsschiffahrt“
- Unterabteilung III Organisation, Personal und Innere Führung mit sechs Referaten: Leiter vom Herbst 1969 bis Jahreswechsel 1970/71 war Kapitän zur See Karl Clausen
  - Referat III,1 „Organisation der Marine“
  - Referat III,2 „Truppengliederung, STAN“
  - Referat III,3 „Personelle Grundsatzfragen“ (ehemals Referat I,1)
  - Referat III,4 „Personalbedarf und Forderungen an die Bedarfsdeckung“ (ehemals Referat I,2)
  - Referat III,5 „Innere Führung, Truppendienstliche Angelegenheiten, Öffentlichkeitsarbeit“  (ehemals Referat I,3)
  - Referat III,6 „Erziehung und Ausbildung, Dienstvorschriften“
- Unterabteilung IV Logistik und Infrastruktur mit fünf Referaten: Leiter vom Herbst 1969 bis April 1970 war Kapitän zur See Karl-Heinz Göpffarth, anschließend Kapitän zur See Arthur Frentzen
  - Referat IV,1 „Grundsatzangelegenheiten der Marine auf dem Gebiet der Logistik“
  - Referat IV,2 „Materialbewirtschaftung“
  - Referat IV,3 „Materialerhaltung“
  - Referat IV,4 „Materialbedarfsermittlung und -deckung“
  - Referat IV,5 „Infrastruktur der Marine“
- Unterabteilung V Schiffe und Waffensysteme der Marine mit sechs Referaten: Leiter vom Herbst 1969 bis Jahreswechsel 1970/71 war Flottillenadmiral Karl-Heinz Fuchs. Der Leiter der Unterabteilung V war  zugleich Systembeauftragter Waffensysteme und Schiffe im Verantwortungsbereich der Marine.
  - Referat V,1 „Grundsatzangelegenheiten der Marine auf dem Gebiet der Rüstung“
  - Referat V,2 „Schiffe der Zerstörer-Flottille“
  - Referat V,3 „Boote der Schnellboot-Flottille“
  - Referat V,4 „Boote der UBoot-Flottille und Meßboote“
  - Referat V,5 „Boote der Flottille der Minenstreitkräfte, Hilfsschiffe“
  - Referat V,6 „Führungs- und Leitsysteme der Marine“

### Jahreswechsel 1970/71
Mit einer Anweisung vom 21. März 1970 trat ab dem 25. November 1970 ein neuer Erlass in Kraft. Im Zeitraum vom 1. Dezember 1970 bis 31. März 1971 mussten alle Führungsstäbe nach dem Muster der NATO vereinheitlicht werden. Hierfür wurden die fünf Unterabteilungen in sieben Stabsabteilungen umgegliedert:
- Stabsabteilung I Innere Führung, Personal und Ausbildung
- Stabsabteilung II Militärisches Nachrichtenwesen
- Stabsabteilung III Führung
- Stabsabteilung IV Organisation und Haushalt
- Stabsabteilung V Logistik
- Stabsabteilung VI Planung
- Stabsabteilung VII Schiffe und Waffensysteme der Marine

### 2006
Der Führungsstab war Stand 2006 in drei Stabsabteilungen mit je fünf Referaten organisiert. Die Referate für Personalangelegenheiten (Fü M/Pers) und für zentrale Aufgaben (Fü M/Z) unterstanden direkt dem Chef des Stabes.
- Stabsabteilung Fü M I (Personal; Ausbildung; Organisation) mit den Referaten
  - Fü M I 1 Personelle Grundsatzforderungen; Innere Führung; Internationale Zusammenarbeit
  - Fü M I 2 Personalplanung, Personalbedarf, Personalhaushalt, Nachwuchswerbung
  - Fü M I 3 Grundsätze der Organisation; Stationierung
  - Fü M I 4 Organisation der Marine;Stärke- und Ausrüstungsnachweisung (STAN)
  - Fü M I 5 Ausbildung
- Stabsabteilung Fü M II (Logistik; Material; Rüstung) mit den Referaten
  - Fü M II 1 Grundsätze Rüstung/Ausrüstung; Bevollmächtigte für die Integrierte Arbeitsgruppen Fähigkeitsanalyse; Internationale Rüstungszusammenarbeit; Querschnittsaufgaben
  - Fü M II 2 Grundsatzangelegenheiten und Strukturen der Logistik; multinationale Logistik; logistische Unterstützung; Logistische Sonderaufgaben
  - Fü M II 3 Rüstung und Nutzung Schwimmende Waffensysteme
  - Fü M II 4 Rüstung und Nutzung Marineführungsdienste, Wehrmaterial in Materialverantwortung Heer, Luftwaffe (Koordinierung), Datenverarbeitungs-Vorhaben Marine; Information & Technik (IT) -Koordination Marine
  - Fü M II 5 Beiträge zum Haushalt und zur Finanzplanung; Bewirtschafter; Materialbedarfsdeckung
- Stabsabteilung Fü M III (Konzeption; Planung; Führung) mit den Referaten
  - Fü M III 1 Konzeption und planerische Vorgaben; Internationale Zusammenarbeit
  - Fü M III 2 Operative Grundsatzangelegenheiten
  - Fü M III 3 Grundlagen der Operationsplanung und Einsatzführung, zugleich Bevollmächtigter des Inspekteurs der Marine beim Einsatzführungsstab, Dienstsitz Berlin
  - Fü M III 4 Bundeswehrplanung; Planerischer Grundsatz; Planerische Kontrolle
  - Fü M III 5 Führungsdienste Marine

## Stellvertretender Inspekteur der Marine und Chef des Stabes
| Nr. | Name                                | Beginn der Amtszeit | Ende der Amtszeit |
| --- | ----------------------------------- | ------------------- | ----------------- |
| 19  | Konteradmiral Heinrich Lange        | 29. Mai 2009        | 31. März 2012     |
| 18  | Konteradmiral Hans-Jochen Witthauer | Jan. 2008           | 29. Mai 2009      |
| 17  | Konteradmiral Axel Schimpf          | 2004                | Jan. 2008         |
| 16  | Konteradmiral Jörg Auer             | Okt. 2000           | 2004              |
| 15  | Konteradmiral Bernd Heise           | Apr. 1997           | Sep. 2000         |
| 14  | Konteradmiral Klaus Jancke          | Apr. 1995           | März 1997         |
| 13  | Konteradmiral Dirk Horten           | Apr. 1993           | Apr. 1995         |
| 12  | Konteradmiral Hans-Rudolf Boehmer   | 2. Mai 1990         | März 1993         |
| 11  | Konteradmiral Dieter Franz Braun    | Apr. 1988           | Apr. 1990         |
| 10  | Konteradmiral Hein-Peter Weyher     | Apr. 1985           | März 1988         |
| 09  | Konteradmiral Dieter Wellershoff    | Apr. 1984           | März 1985         |
| 08  | Konteradmiral Hanshermann Vohs      | Apr. 1980           | März 1984         |
| 07  | Konteradmiral Ansgar Bethge         | Okt. 1976           | März 1980         |
| 06  | Konteradmiral Horst von Schroeter   | Okt. 1971           | Sep. 1976         |
| 05  | Konteradmiral Heinz Kühnle          | Okt. 1969           | Sep. 1971         |
| 04  | Konteradmiral Erich Topp            | Okt. 1966           | Sep. 1969         |
| 03  | Konteradmiral Karl Hetz             | Apr. 1963           | Sep. 1966         |
| 02  | Flottillenadmiral Alfred Schumann   | Juni 1961           | März 1963         |
| 01  | Konteradmiral Gerhard Wagner        | Juni 1957           | Mai 1961          |